# Someday We’ll Be Together
«Someday We’ll Be Together» (с англ. — «Однажды мы будем вместе») — песня, написанная Джонни Бристолем, Джеки Биверс и Харви Фукуа в 1961 году. Первыми исполнителями стали Бристоль и Биверс (которые образовали дуэт Johnny & Jackey). Их версия была выпущена как сингл на лейбле Tri-Phi Records, но не вызвала особого интереса у публики.
В середине 1960-х годов Tri-Phi поглотил лейбл Берри Горди Motown, вследствие чего все песни, включая «Someday We’ll Be Together», стали частью каталога Motown Jobete. Джонни Бристоль и Харви Фуркуа остались в новом лейбле в качестве авторов, а вот Джеки Биверс вскоре перешла в Chess Records.

## Версия Diana Ross & the Supremes

### Запись
В 1969 году Джонни Бристоль подготовил новую версию песни «Someday We’ll be Together» для записи группой Junior Walker & The All-Stars. Бристоль уже записал инструментальный трек и фоновый вокал, когда Берри Горди случайно наткнулся на трек. Горди думал, что «Someday» станет идеальным первым сольным синглом для Дайаны Росс, которая в то время готовилась покинуть The Supremes.
Росс прибыла в студию на запись, но Бристоль не сумел сразу добиться желаемого вокального исполнения. Тогда он решил петь вместе с Росс, чтобы та уловила настроение песни. На первом дубле инженер случайно записал вокал певицы и импровизацию самого Бристоля. Ему и аранжировщику Уэйда Маркусу понравился результат, и Бристоль записал свой вокал вместе с Росс для окончательной версии песни. На протяжении всей песни на заднем плане слышны реплики Бристоля и слова ободрения в адрес Росс. Когда Берри Горди услышал завершенную песню, он решил выпустить её в качестве последней песни Diana Ross & The Supremes. Другие участницы группы не принимали участие в записи. В качестве сольного первого сингла Дайана Росс в 1970 году выпустила «Reach Out and Touch (Somebody’s Hand)».

### Релиз
«Someday We’ll Be Together» был включен в последний альбом Diana Ross & The Supremes Cream of the Crop 1969 года. На вторую сторону была помещена песня «He’s My Sunny Boy», записанная группой в 1968 году для альбома Love Child.
Песня достигла первого места в чартах Billboard Hot 100, Cash Box Top 100 и Best Selling Soul Singles. Песня также вошла в пятёрку лучших в Канаде и ЮАР, а в Великобритании заняла 13-е место. В 1970 году песня вошла в первую двадцатку чарта Нидерландов.

### Концертные исполнения
Одним из последних выступлений группы стало выступление на «Шоу Эда Салливана» 21 декабря 1969 года, которое транслировалось на канале CBS в прямом эфире. В трек-лист также была включена песня «Someday We’ll Be Together».
«Someday We’ll Be Together» стала последней песней на заключительном концерте группы 14 января 1970 года в New Frontier в Лас-Вегасе. В тот же вечер публике была представлена новая участница группы Джин Террелл.
В 1983 году оригинальный состав в лице Росс, Уилсон и Бёрдсон воссоединился участия в телевизионной концертной программе «Motown 25: Yesterday, Today, Forever», где они исполнили также и «Someday We’ll Be Together».

### Чарты
| Хит-парад (1969—1970)                 | Высшая позиция |
| ------------------------------------- | -------------- |
| Австралия (Kent Music Report)         | 35             |
| Канада (RPM Top Singles)              | 4              |
| Канада (RPM Adult Contemporary)       | 19             |
| Нидерланды (Single Top 100)           | 19             |
| Нидерланды (Dutch Top 40)             | 20             |
| ЮАР (Springbok Radio)                 | 5              |
| Великобритания (OCC UK Singles)       | 13             |
| США (Billboard Hot 100)               | 1              |
| США (Billboard Hot R&B/Hip-Hop Songs) | 1              |
| США (Billboard Adult Contemporary)    | 19             |
| США (Cash Box Top 100)                | 1              |

### Сертификации и продажи
| Регион | Сертификация | Продажи    |
| --- | ------------ | ---------- |
| США (RIAA) | Платиновый   | 1 000 000^ |
| * Данные о продажах приведены только на основе сертификации. ^ Данные о тиражах приведены только на основе сертификации. |              |            |

## Другие версии
- Билл Андерсон и Ян Говард записали кантри-версию. Их версия достигла пика на 4 места в чарте Billboard Hot Country Singles летом 1970 года.
- По похожему с The Supremes распадалась в 1969 году другая группа с того же лейбла, The Marvelettes. Солистка Ванда Янг начинала сольную карьеру и в «Someday We’ll Be Together» пела на лид-вокале, пока остальные довольствовались ролью подпевки.
- В 1992 году Джанет Джексон использовала сэмпл из песни для своего хита «If» из альбома janet. 1993 года.
- В 1992 году Дайана Росс при участии диджея Фрэнки Наклза сольную версию песни. Этот сингл достиг 7 места в чарте Billboard Hot Dance Club Songs.
- Эмбер Райли исполнила эту песню в финальном эпизоде сериала «Хор» в 2015 году.